# Barn af fede tider! - ud af niende - og hvad så?
Barn af fede tider! - ud af niende - og hvad så? er en dokumentarfilm fra 1981 af ukendt instruktør.

## Handling
En skildring af tre unge kvinders forventninger til uddannelse og arbejde på baggrund af deres køn og deres forskellige placering i samfundet: gymnasieelev, EFG-lærling og ufaglært ekspedient. Desuden spiller også deres forskellige opvækstbetingelser ind.